# Оливер Твист (фильм, 2007)
«О́ливер Твист» — мини-сериал 2007 года, основанный на романе Чарльза Диккенса «Приключения Оливера Твиста». Режиссёр Коки Гидройц.

## Сюжет
Основою сюжета является история Оливера Твиста — мальчика с непростой судьбой. Долгое время Оливер балансировал между светом и тьмой, будучи лишь орудием в игре недоброжелателей. Но всегда он оставался собой — его намерения были чисты, а сердце оставалось добрым и открытым. Необычно показано английское «дно», куда угодил юный Оливер, сохранивший при этом природное человеческое достоинство и честь.